# Шевченко, Владимир Павлович (артист)
Шевченко Владимир Павлович (род. 18 апреля 1935, Розенталь— 5 декабря 1994, Херсон) — актёр, народный артист Украины (1993).

## Биография

### Образование
Окончил Киевский государственный институт театрального искусства им. И.Карпенко-Карого, актёрский факультет (курс проф. М. М. Крушельницкого, 1962).

### Театральная деятельность
Служил всю жизнь в Днепропетровском национальном академическом украинском музыкально-драматическом театре им. Т.Шевченко (1962-1994) (с небольшим перерывом в 1974 году, во время которого работал в Одесском государственном украинском музыкально-драматическом театре).
Владимир Шевченко — выдающийся актёр широкого творческого диапазона, который обладал даром внутреннего и внешнего перевоплощения, яркой фантазией. Индивидуальность актёра отличалась тонкостью психологического рисунка, глубоким анализом образа, смелостью и изобретательностью приёмов, тонким чувством юмора. Имел талант к рисованию, играл на баяне.
Лучшие роли: Назар («Марина» М. Зарудного), Остап («Тарас Бульба» по Н.Гоголю), Семен («Дай сердцу волю — заведёт в неволю» М. Кропивницкого), Василий Безродный («Лымеривна» П.Мирного), Полушкин («Не стреляйте в белых лебедей» Б. Васильева), Панас («Наймичка» І.Карпенка-Карого), Царь («Вещие сны Прометея» В. Канивца), Фёдор «Материнская судьба» («Мать-служанка») по Т.Шевченко), "Окоп («Ханума» А.Цагарели), Чуприна («Тыл» М. Зарудного), Цыган Василь («Цыганка Аза» М.Старицкого), Роман («І змовкли птахи…» Шамякіна), Парамон Чарий («Такое долгое лето»), Андрей («Солдатская вдова» М.Анкілова), Меженин («Берег» за Ю.Бондаревым), Кравцов («Голубые олени» Коломийца), Яшка-артиллерист («Вторая свадьба в Малиновке» И.Поклада), (Винокур и Писарь («Майская ночь» Н.Старицкого), Брызгалов («Кафедра» В. Врублевской), Благонравов («Фронт» Корнейчука), Тевье («Пять бриллиантов Тевье-молочника» по Шолом-Алейхему), Борис Тимофеевич («Леди Макбет Мценского уезда» Лескова), Карпо Федорович («Брехня» В. Винниченко), Отец («С любовью не шутят» П.Кальдерона), Дьяк («Маруся Чурай» Л.Костенко) и многие другие.